# Djerassi Artists Residency
La Djerassi Artists Residency és una residència d'artistes i escriptors ubicada a Woodside, Califòrnia. La residència es troba en un ranxo d'unes 583 hectàries amb un graner de bestiar convertit en estudis d'artistes.
El programa va ser cofundat el 1979 per Carl Djerassi, un dels descobridors de la píndola anticonceptiva, i la seva esposa Diane Middlebrook. El programa anual ofereix sis estades gratuïtes (una de trenta-sis dies i cinc de vint-i-nou dies) des de març a mitjans de novembre a artistes de diferents àmbits: literatura, arts visuals, multimèdia, composició musical i coreografia. El lloc era un antic ranxo. Originalment era un programa de residència només per a dones, en honor a la filla de Djerassi, Pamela, que es va suïcidar als vint-i-vuit anys el 1978. El programa es va ampliar més tard per donar la benvinguda a tots els gèneres. La residència ofereix una jornada de portes obertes anual.